# Amtsgericht Pillkallen
Das Amtsgericht Pillkallen war ein preußisches Amtsgericht mit Sitz in Pillkallen, Ostpreußen.

## Geschichte
Das königlich preußische Amtsgericht Pillkallen wurde mit Wirkung zum 1. Oktober 1879 als eines von sechs Amtsgerichten im Bezirk des Landgerichtes Insterburg im Bezirk des Oberlandesgerichtes Königsberg gebildet. Der Sitz des Gerichtes war Pillkallen. Aufgehoben wurde das Kreisgericht Pillkallen. Sein Gerichtsbezirk umfasste den Kreis Pillkallen. Am Gericht bestanden 1888 vier Richterstellen. Das Amtsgericht war damit ein mittelgroßes Amtsgericht im Landgerichtsbezirk. Gerichtstage wurden in Lasdehnen und Schirwindt gehalten.
Im Jahre 1945 wurden der Amtsgerichtsbezirk unter sowjetische Verwaltung gestellt und die deutschen Einwohner vertrieben. Damit endete auch die Geschichte des Amtsgerichtes Pillkallen.